# Glaciar Tapado
El glaciar Tapado es un glaciar ubicado en la Zona Glaciológica Norte de Chile, en la región de Coquimbo. Se ubica entre los 5536 y 4500 m s. n. m..
El glaciar está orientado en dirección sureste y sus deshielos aportan a la cuenca del río Elqui a través del río La Laguna.
Entre los años 1955 y 2002 -período de 40 años-, el Tapado disminuyó 2.7 km² de su superficie, con una tasa de 0.05 km² por año, equivalente a un 67% de su área original. También, en los últimos 40 años, el glaciar experimentó un retroceso de 315 m.